# Ford Escort Cabriolet

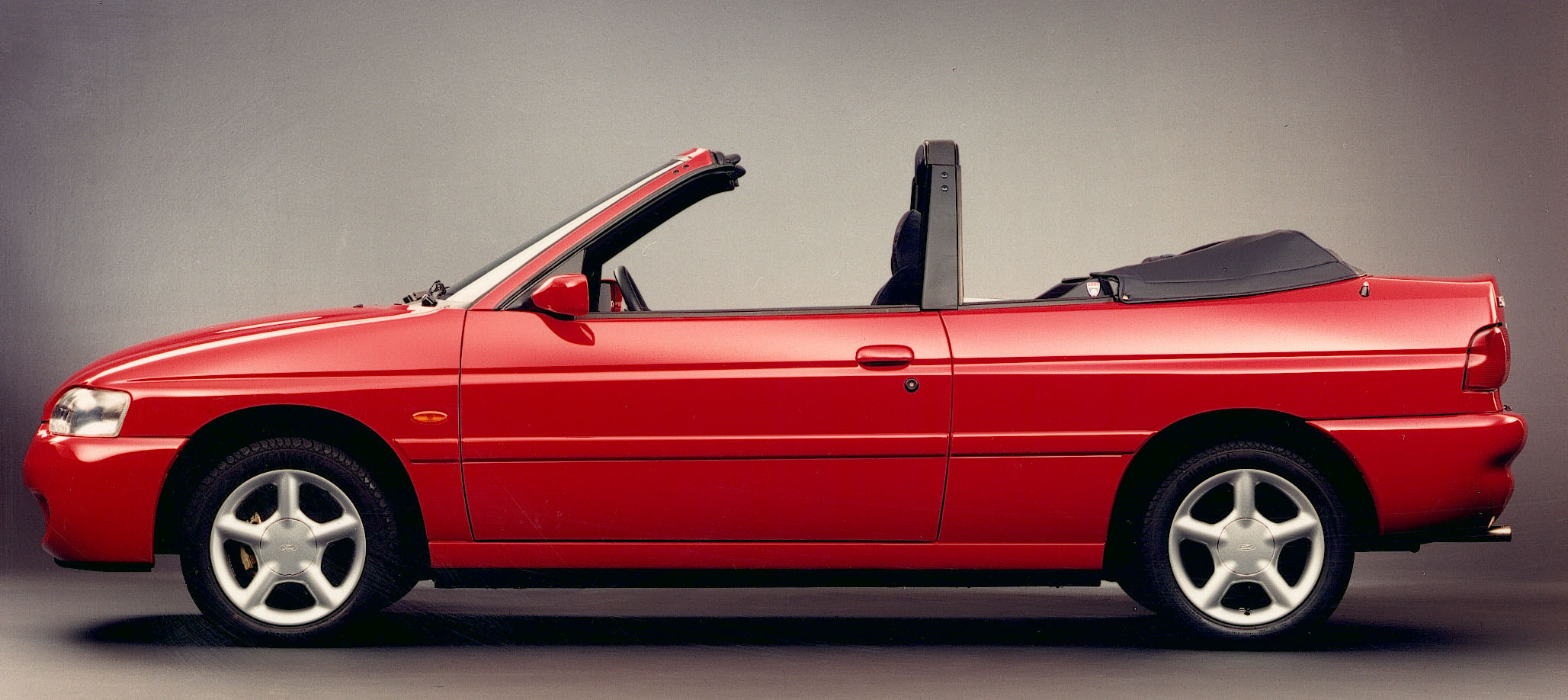

De Ford Escort Cabriolet is ontwikkeld vanaf het MK3-type. Daarna volgden de MK4, MK5a & MK5b en MK6 voor Nederlands begrip.
In het buitenland ging men verder na de MK5 met MK6 en de MK7. MK staat voor "Mark"